# Vojska protivzdušné obrany SSSR
Vojska protivzdušné obrany SSSR (rusky Войска противовоздушной обороны СССР, Vojska protivovozdušnoj oborony SSSR) nebo Vojska protivzdušné obrany Ozbrojených sil SSSR (rusky Войска противовоздушной обороны Вооружённых Сил СССР, Vojska protivovozdušnoj oborony Vooružionnych Sil SSSR) byla složkou ozbrojených sil SSSR odpovídající za protivzdušnou obranu. Po rozpadu Sovětského svazu pokračovala ve své činnosti jako součást Ozbrojených sil Ruska v letech 1991 až 1998. Na rozdíl od západních jednotek protivzdušné obrany byla Vojska protivzdušné obrany SSSR samostatnou složkou armády, oddělenou od sovětského letectva (VVS SSSR) a oddílů protivzdušné obrany pozemních sil. Během sovětské éry byla prioritně umísťována na třetí místo za strategickými raketovými silami a pozemními silami.

## Seznam letadel v roce 1990
| Letadlo                    | Foto            | Země původu     | Typ                                  | Ve službě       |
| Stíhací letadla            | Stíhací letadla | Stíhací letadla | Stíhací letadla                      | Stíhací letadla |
| -------------------------- | --------------- | --------------- | ------------------------------------ | --------------- |
| Suchoj Su-27               |                 | Sovětský svaz   | Stíhač k vybojování vzdušné nadvlády | 210             |
| MiG-21                     |                 | Sovětský svaz   | stíhací letoun                       | 100+            |
| MiG-23                     |                 | Sovětský svaz   | Záchytný stíhací letoun              | 850             |
| MiG-25                     |                 | Sovětský svaz   | Záchytný stíhací letoun              | 350             |
| MiG-31                     |                 | Sovětský svaz   | Záchytný stíhací letoun              | 360             |
| Suchoj Su-15               |                 | Sovětský svaz   | Záchytný stíhací letoun              | 500             |
| Jakovlev Jak-28            |                 | Sovětský svaz   | Záchytný stíhací letoun              | 90              |
| Tupolev Tu-128             |                 | Sovětský svaz   | Záchytný stíhací letoun              | 50              |
| Dopravní letadla           |                 |                 |                                      |                 |
| Antonov An-2               |                 | Sovětský svaz   | víceúčelové letadlo                  |                 |
| Antonov An-12              |                 | Sovětský svaz   | taktický transportní letoun          |                 |
| Antonov An-14              |                 | Sovětský svaz   | víceúčelové letadlo                  |                 |
| Antonov An-24              |                 | Sovětský svaz   | taktický transportní letoun          |                 |
| Antonov An-26              |                 | Sovětský svaz   | taktický transportní letoun          |                 |
| Antonov An-72              |                 | Sovětský svaz   | dopravní letadlo                     |                 |
| Iljušin Il-12              |                 | Sovětský svaz   | taktický transportní letoun          |                 |
| Iljušin Il-14              |                 | Sovětský svaz   | taktický transportní letoun          |                 |
| Iljušin Il-76              |                 | Sovětský svaz   | strategický transportní letoun       |                 |
| Tupolev Tu-134             |                 | Sovětský svaz   | dopravní letadlo                     |                 |
| Letadla speciálního určení |                 |                 |                                      |                 |
| Tupolev Tu-126             |                 | Sovětský svaz   | Letadlo včasné výstrahy              | 7               |
| Berijev A-50               |                 | Sovětský svaz   | Letadlo včasné výstrahy              | 1               |
| Cvičná letadla             |                 |                 |                                      |                 |
| Aero L-29 Delfín           |                 | Československo  | cvičné letadlo                       | 188             |
| Aero L-39 Albatros         |                 | Československo  | cvičné letadlo                       | 357             |
| Vrtulníky                  |                 |                 |                                      |                 |
| Mil Mi-6                   |                 | Sovětský svaz   | transportní vrtulník                 |                 |
| Mil Mi-8                   |                 | Sovětský svaz   | víceúčelový vrtulník                 |                 |

## Rakety země-vzduch v roce 1990
| Systém                      | Foto                   | Země původu            | Typ                                                          | Ve službě              |
| Protiletadlové systémy      | Protiletadlové systémy | Protiletadlové systémy | Protiletadlové systémy                                       | Protiletadlové systémy |
| --------------------------- | ---------------------- | ---------------------- | ------------------------------------------------------------ | ---------------------- |
| S-25 Berkut                 |                        | Sovětský svaz          | Protiletadlový raketový komplet středního dosahu             | 1 400 baterií          |
| S-75 Dvina                  |                        | Sovětský svaz          | Protiletadlový raketový komplet středního dosahu             | 2 400 baterií          |
| S-125 Něva/Pečora           |                        | Sovětský svaz          | Protiletadlový raketový komplet krátkého až středního dosahu | 1 000 baterií          |
| S-200 Angara / Vega / Dubna |                        | Sovětský svaz          | Protiletadlový raketový komplet dlouhého dosahu              | 1 950 baterií          |
| S-300                       |                        | Sovětský svaz          | Protiletadlový raketový komplet dlouhého dosahu              | 1 700 baterií          |
| Protiraketové systémy       |                        |                        |                                                              |                        |
| A-35 Aldan                  |                        | Sovětský svaz          | Systém protiraketové obrany                                  | Neznámý počet          |